# روبرت دبليو. ديكر
روبرت دبليو. ديكر (بالإنجليزية: Robert W. Decker) هو جيولوجي أمريكي، ولد في 11 مارس 1927 في ويليامسبورت في الولايات المتحدة، وتوفي في 11 يونيو 2005 في Mariposa, California ‏ في الولايات المتحدة.